# Občanská iniciativa Srbsko (Kosovo)
Građanska Inicijativa Srbija (srbsky Грађанска иницијатива Српска/Građanska inicijativa Srpska, česky Občanská iniciativa Srbska) je poměrně málo významná kosovská politická strana. Ve volbách v roce 2004 získala 1 křeslo ve 120členném kosovském parlamentu.